# Maglegårdsskolen
Maglegårdsskolen er en folkeskole i Jægersborg i Gentofte Kommune.
Skolen blev opført på et areal, hvor der tidligere lå et vandværk. Den blev tegnet af bygningsinspektør Andreas Thejll som en pavillonskole, som senere kunne udvides med nye pavilloner. T.A. Thierry ændrede de oprindelige planer en smule. I første omgang bestod skolen af to pavilloner med fire klasseværelser og en række faglokaler, herunder gymnastiksal. Skolen blev indviet 1. november 1909 og havde fra begyndelsen 220 elever. Skolen er siden udvidet, blandt andet med hovedbygningen i 1930.
Maglegårdsskolen havde i skoleåret 2023/2024 578 elever. I de bundne prøver i 9. klasse klarede skolens elever sig noget bedre end landsgennemsnittet.

## Trivia
Maglegårdsskolen blev brugt som lokation ved indspilningen af Krummerne 3 - Fars gode idé.